# Певзнер, Антуан
Антуа́н Певзне́р (фр. Antoine Pevsner, настоящее имя Антон [Натан] Абрамович [Нота Беркович] Пе́взнер; 18 (30) января 1884, Климовичи, Могилёвская губерния — 12 апреля 1962, Париж) — российский и французский художник и скульптор, старший брат Наума Габо.

## Биография
Родился в семье инженера. В 1909 году закончил Киевское художественное училище. В том же году поступил в петербургскую Академию художеств, однако через три месяца был отчислен в силу ограничений, установленных для евреев. В 1909—1911 годах жил у родителей в Брянске. В 1911 году приехал в Париж, где познакомился с А. П. Архипенко и А. Модильяни. С 1915 года вместе с братом Наумом работал в Христиании (Осло).
После Февральской революции, весной 1917 года, братья вернулись в Россию. Участвовали в художественной жизни, выставлялись в Москве вместе с Г. Клуцисом, выпустили «Реалистический манифест» (1920), один из первых манифестов конструктивизма).
В 1923 году Певзнер покинул советскую Россию и вслед за братом переехал в Берлин, где познакомился с Марселем Дюшаном и Катериной Дрейер; затем в том же году переехал в Париж. В 1927 году братья оформили для Дягилева балет Анри Соге «Кошка».
В 1946 году был одним из организаторов, а затем вице-президентом и президентом салона Новых реальностей. Участвовал в венецианской Биеннале 1958 года, в первой и второй выставках «Документа» (Кассель).
Развивая идеи конструктивизма, пришел к кинетическому искусству («Динамическая проекция под углом в 30 градусов», Каракас, 1950—1951; памятник Неизвестному политическому заключенному, 1955, ныне — в Галерее Тейта, Лондон; «Взлетающая птица», Детройт, 1955).

## Галерея

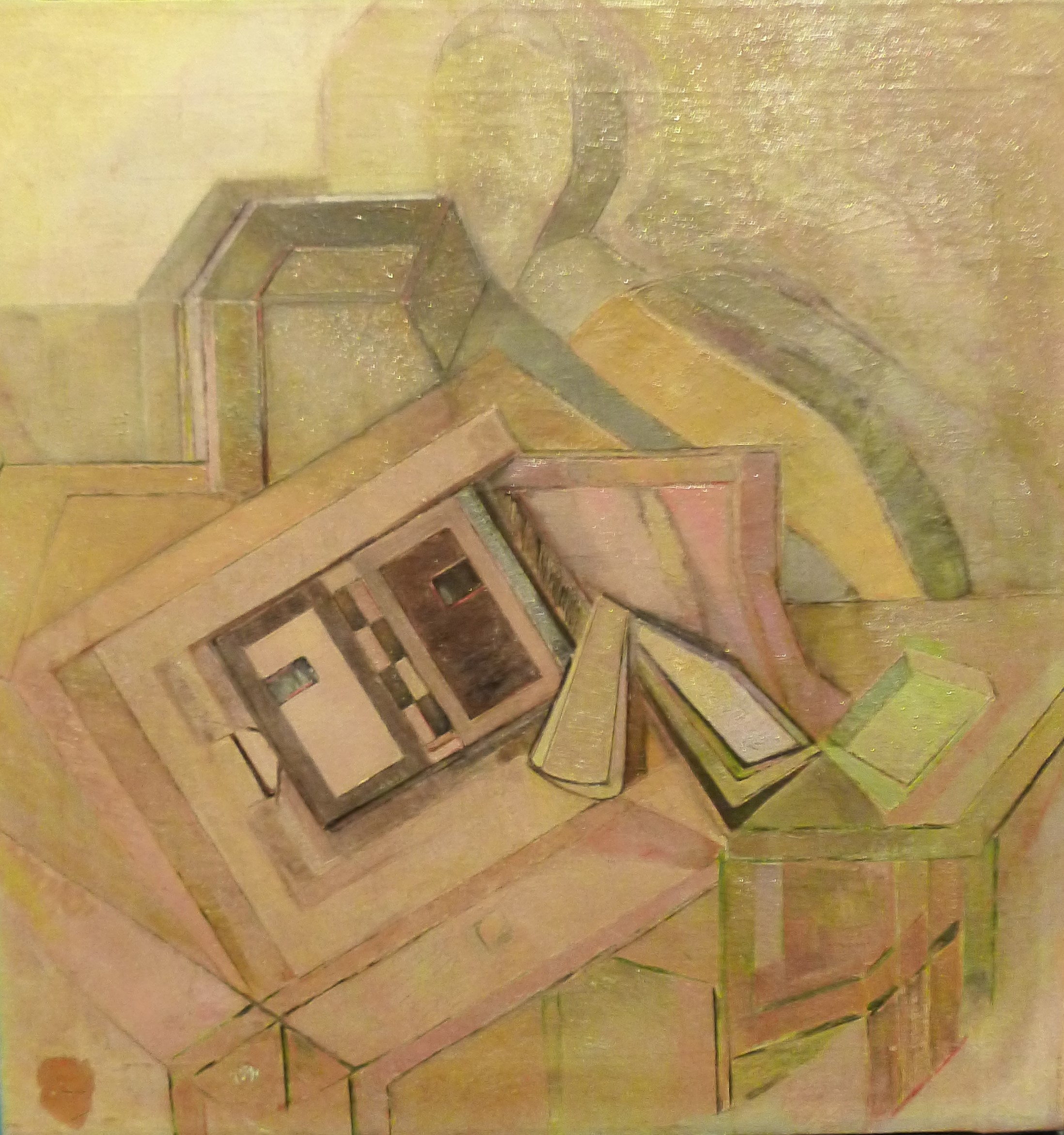
Н. Певзнер. Блокнот. 1917
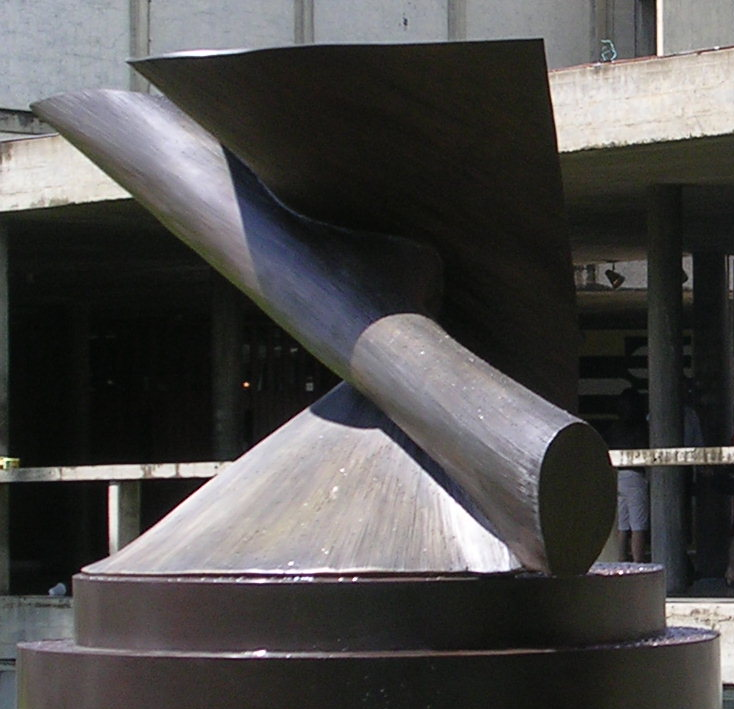